# 热奥尔吉努·阿韦利努参议员镇
热奥尔吉努·阿韦利努参议员镇是巴西北大河州的一个市镇。总面积26.383平方公里，总人口3774人，人口密度143人/平方公里。